# Ларионов, Николай Иванович
Николай Иванович Ларионов — советский хозяйственный, государственный и политический деятель, Герой Социалистического Труда.

## Биография
Родился в 1931 году в Валдае. Член КПСС.
С 1951 года — на хозяйственной, общественной и политической работе. В 1951—1988 гг. — варщик целлюлозы Поронайского целлюлозно-бумажного комбината, машинист бумагоделательной машины, бригадир варщиков Углегорского целлюлозно-бумажного комбината Министерства целлюлозно-бумажной промышленности СССР.
Указом Президиума Верховного Совета СССР от 20 апреля 1971 года присвоено звание Героя Социалистического Труда с вручением ордена Ленина и золотой медали «Серп и Молот».
Избирался депутатом Верховного Совета СССР 10-го созыва.
За высокую эффективность и качество работы на основе изыскания и использования внутренних резервов был в составе коллектива удостоен Государственной премии СССР за выдающиеся достижения в труде 1980 года.
Умер в Тверской области в 2005 году.